# غونل ليند
غونل ليند (بالسويدية: Gunnel Linde)‏ هي كاتبة سيناريو وكاتِبة وصحفية وكاتبة للأطفال سويدية، ولدت في 14 أكتوبر 1924 في ستوكهولم في السويد، وتوفيت في 12 يونيو 2014 في السويد.

## وصلات خارجية
- غونل ليند على موقع IMDb (الإنجليزية)
- غونل ليند على موقع ميوزك برينز (الإنجليزية)
- غونل ليند على موقع قاعدة بيانات الفيلم (الإنجليزية)